# Now Is the Time
Now is the time è il secondo album della cantante canadese Alanis Morissette, pubblicato dalla MCA Records solo in Canada nell'agosto 1992. Morissette registrò l'album con Leslie Howe, che aveva già prodotto il suo primo album Alanis del 1991. Tuttavia lo scarso successo di questo lavoro indusse la MCA records a sciogliere il contratto con l'artista canadese, che tornerà sulle scene solo tre anni dopo.

## Tracce
1. Real World – 4:57
2. An Emotion Away – 4:14
3. Rain – 3:52
4. The Time of Your Life – 4:45
5. No Apologies – 5:02
6. Can't Deny – 3:55
7. When We Meet Again – 4:10
8. Give What You Got – 4:56
9. (Change Is) Never a Waste of Time – 4:40
10. Big Bad Love – 4:14